# Eugen Ott (ambassadeur)
Pour les articles homonymes, voir Ott.
 (juin 2023).
Eugen Ott (8 avril 1889 – 22 janvier 1977) est un officier allemand et l’ambassadeur de son pays au Japon au début de la Seconde Guerre mondiale. Il est aussi connu pour avoir côtoyé l'espion soviétique Richard Sorge.

## Biographie
Eugen Ott commence par une carrière militaire sur le front de l'Est durant la Première Guerre mondiale. Il atteint ensuite le grade de Generalmajor dans l’armée allemande, puis devient diplomate et est envoyé en 1934 au Japon comme attaché militaire.
Entre 1938 et 1942, il est ambassadeur d'Allemagne au Japon.